# 이종구 (1950년)
이종구(李鍾九, 1950년 9월 22일 ~ )는 대한민국의 관료, 정치인이다. 제17대·제18대·제20대 국회의원을 역임했다. 전라남도 보성군 출신으로 6선 국회의원을 지낸 이중재의 장남이다.

## 학력
- 1963: 서울남산국민학교 전학 → 서울돈암국민학교 졸업
- 1966: 경기중학교 졸업
- 1969: 경기고등학교 졸업
- 1969 ~ 1973: 서울대학교 경제학과 학사
- 1978 ~ 1980: 미국 노스웨스턴 대학교 켈로그경영대학원 경영학 석사

## 경력
- 1975: 제17회 행정고등고시 합격
- 1975.09 - 1976.05: 국세청 광주세무서 총무과 과장
- 1976.06 - 1978.06: 재무부 법무관실,금융제도심의관실 사무관
- 1980.07 - 1986.04: 재무부 이재국 금융정책과
- 1986.05 - 1989.04: 관세공무원교육원 교수부장(서기관)
- 1989.04 - 1991.12: 재무부 은행과 과장
- 1991.12 - 1993.02: 재무부 경제협력과 과장
- 1993.02 - 1994.12: 재무부 국제금융과 과장
- 1994.12: 재정경제원 외화자금과 과장
- 1996.04: 재정경제원 금융제도담당관
- 1996.08 - 1998.01: 재정경제원 금융제도담당관(부이사관)
- 1998.01 - 1998.03: 청와대 경제수석실(비공식 파견 근무)
- 1998.03 - 1999.01: 재정경제부 부이사관(국방대학원 연수)
- 1999.01 - 1999.09: 금융감독위원회 구조개혁기획단 제1심의관
- 1999.09 - 1999.12: 재정경제부 금융정책국 국장(부이사관)
- 1999.12 - 2001.04: 재정경제부 금융정책국 국장(이사관)
- 2001.04 - 2001.07: 재정경제부 부총리특별보좌관
- 2001.07 - 2003.05: 금융감독위원회 상임위원(1급)
- 2003.05 - 2004.02: 금융감독원 감사
- 2004년 4월 15일: 대한민국 제17대 국회의원 선거 당선(서울 강남구 갑, 한나라당, 초선)
- 2008년 4월 9일: 대한민국 제18대 국회의원 선거 당선(서울 강남구 갑, 한나라당, 재선)
- 2016년 4월 13일: 대한민국 제20대 국회의원 선거 당선(서울 강남구 갑, 새누리당, 3선)

## 제17대 국회
- 2004년 5월 30일 ~ 2008년 5월 29일: 제17대 국회의원(서울 강남구 갑, 한나라당, 초선)
- 한나라당 수도이전특위 위원, 국회상록회 회원, 국회의원 축구연맹 회원
- 재정경제위원회 한나라당 간사, 한일의원연맹 회원
- 한나라당 국민참여위원회 재정경제분과위원장
- 제17대 국회 디지털경제연구회 대표의원
- 한나라당 제3정조위원장
- 제17대 국회 예산·결산 특별위원회 위원
- 한나라당 정책위원회 수석정조 위원장
- 제17대 국회 한미FTA특별위원회 위원
- 한나라당 중앙위원회 수석부의장
- 한나라당 제1사무부총장
- 한나라당 제17대 대선후보선거관리위원회 간사
- 한나라당 선대위 일류국가비전위원회 총괄간사, 한나라당 선대위 정책대변인
- 한나라당 제18대 총선 공천심사위원

## 제18대 국회
- 2008년 5월 30일 ~ 2012년 5월 29일: 제18대 국회의원(서울 강남구 갑, 한나라당→새누리당, 재선)
- 제18대 국회 기획재정위원회 위원
- 한나라당 정책위부의장
- 제18대 국회 예산결산특별위원회 위원 겸 한나라당 간사
- 한나라당 서울특별시당 위원장

## 제20대 국회
- 2016년 5월 30일 ~ 2020년 5월 29일 : 제20대 국회의원(서울 강남구 갑, 새누리당→무소속→바른정당→무소속→자유한국당→미래통합당, 3선)
- 제20대 국회 전반기 기획재정위원회 위원
- 바른정당 정책위의장&정책연구팀장
- 바른정당 최고위원
- 제20대 국회 헌법개정특별위원회 위원
- 자유한국당 정책자문위원단장 겸 정책위원회 부의장
- 제20대 국회 헌법개정 및 정책개혁 특별위원회 위원
- 자유한국당 미세먼지특별위원회 위원
- 자유한국당 2020 경제대전환 위원회 활기찬 시장경제 분과위원
- 제20대 국회 후반기 산업통상자원중소벤처기업위원회 위원장
- 자유한국당 日수출규제 대책 특별위원회 부위원장

## 논란

### 공천헌금 수수 의혹
자유한국당은 2017년 10월 19일 이종구 바른정당 의원이 전(前) 강남구의원에게 수천만원의 공천헌금을 받았다는 의혹을 제기했다. 한국당 서울 강남갑 핵심당원들은 이날 성명서를 내고 "이학기 전 구의원이 지난 16일 '카톡방'을 통해 '정치인 L씨에게 공천뇌물을 주었다'고 폭로했다"며 "카톡 메시지를 보면 L씨가 이종구 의원임을 쉽게 알 수 있다"고 주장했다. 이어 "검찰은 사건을 철저히 수사해 조치해야 한다"며 "이 의원은 국민들에게 사죄하고 의원직에서 사퇴하라"고 촉구했다. 이에 대해 이종구 의원은 "전혀 사실무근"이라는 입장을 밝혔다. "요즘 내가 한국당으로 다시 갈 것처럼 보도가 되니 내년 지방선거에 출마할 (한국당 소속) 시의원이나 구의원 후보자들이 음해하는 것 같다"고 말했다.

### 종교인 퇴직금에 대한 과세범위 개정안 공동 발의
종교인 퇴직금에 대한 과세범위에 대한 개정안을 공동발의해서 논란이 되고 있다. 이 법이 4월 5일 국회 본회의를 통과하면 2018년 1월 1일 기준으로 시행된 종교인 소득세법에 대해서 2018년 1월 이후 근무기간에 대해서만 인정시켜 조세 형평성의 문제 및 거액의 불로소득을 합법적으로 취할 수 있는 길을 열어주게 된다. 대표발의자 정성호 의원 외 민주당 김정우·강병원·유승희·윤후덕, 한국당 김광림·권성동·이종구·추경호, 민주평화당 유성엽 등 의원 10명이 발의자로 참여했다.

## 저서
- 원칙이 개혁이다
- 날자, 날아보자 한국 경제(공저)

## 역대 선거 결과
|  | 62.99% |

|  | 64.90% |

|  | 54.81% |

|  | 42.18% |

## 소속 정당
| 소속 정당 | 소속 정당  | 소속 기간 | 비고      |
| --------- | ---------- | --------- | --------- |
|           | 한나라당   | 2004~2012 | 정계 입문 |
|           | 새누리당   | 2012~2016 | 당명 변경 |
|           | 무소속     | 2016~2017 | 탈당      |
|           | 바른정당   | 2017      | 창당      |
|           | 무소속     | 2017      | 탈당      |
|           | 자유한국당 | 2017~2020 | 복당      |
|           | 미래통합당 | 2020      | 합당      |
|           | 국민의힘   | 2020~현재 | 당명 변경 |

## 같이 보기
- 강남구 갑
- 서울 강남구의 국회의원